# Lex Irnitana

Detail der Tafel X der Lex Irnitana.

Die Lex Irnitana ist das flavische Stadtrecht der antiken hispanischen Stadt Irni, das teilweise auf sechs Bronzetafeln aus dem Jahr 91 n. Chr. erhalten ist. Von den ursprünglich zehn durchnummerierten Tafeln der bronzenen Gründungsurkunde der Stadt wurden 1981 die Tafeln mit den Nummern III, V, VII, VIII und IX sowie Fragmente von Tafel X auf einem Hügel zwischen den Ortschaften Algámitas und El Saucejo (etwa 80 Kilometer westsüdwestlich von Sevilla in Spanien) geborgen. Später wurden auch noch Fragmente der Tafel II aufgefunden. Die Tafeln werden im Archäologischen Museum Sevilla ausgestellt und sind online als Bildmaterial und transkribiert verfügbar.
Der darauf enthaltene Text ist das bisher am vollständigsten erhaltene Beispiel einer Lex Flavia Municipalis (flavisches Stadtrecht), das in Städten, denen es verliehen wurde, in Form solcher Bronzetafeln an einem offiziellen Gebäude der Stadt ausgehängt wurde. So wird es in Kapitel 95 der Lex Irnitana (Tafel X) explizit vorgeschrieben.
Einige Teile, insbesondere über die Zivilgerichtsbarkeit, sind in keiner anderen Quelle erhalten. Die Tafeln bieten daher einen wichtigen Einblick in die Prozessabläufe der flavischen Zivilgerichtsbarkeit. Vergleichbare Funde sind die Lex Malacitana und Lex Salpensana. Gemeinsame Anliegen aller Regelwerke sind Belange der Gemeindeverwaltung, wozu die Wahl und Ernennung der Stadtratsmitglieder gehört, die Magistratshaftung für Verbindlichkeiten der Gemeinde und die hoheitliche Verpachtung von Grundstücken.

## Beschreibung
- Material: Bronze
- Breite: 90,2 cm bis 91,5 cm
- Höhe: 57,3 cm bis 57,5 cm
- Dicke: 0,6 cm bis 0,8 cm

Der Text ist jeweils in drei Spalten mit einem Abstand von etwa 1,7 cm angeordnet. Die Größe der Buchstaben variiert zwischen 4 und 6 mm. Der Abstand der Zeilen beträgt etwa 5 mm. Der Text wird von einer einfachen Rille eingerahmt. Jede der Tafeln hat je drei Löcher am oberen und unteren Rand zur Befestigung (an einer Wand). Zusammen haben die Tafeln mit etwa 9 m die Breite einer ausgerollten Schriftrolle.

## Datierung
Der sogenannte „Brief des Domitian“ am Schluss der Tafel X enthält zwei Datumsangaben für den Text: „Litterae datae IIII idus Apriles Circeis recitatae V idus Domitianas“. Die Aufzeichnungen wurden also erlassen am 10. April und verlautbart am 11. des „Monats Domitians“ in dem Jahr, als Manius Acilius Glabrio und Marcus Ulpius Traianus Konsuln waren, also 91 n. Chr. Dieses Datum ist konsistent mit der Gewährung des latinischen Bürgerrechts durch Vespasian 74 n. Chr. an Baetica. Der Text der Tafeln muss also zwischen 74 n. Chr. und 91 n. Chr. entstanden sein. Ein Zusatz ist mit kleineren Buchstaben verfasst als der Rest des Texts, es wird daher vermutet, dass er erst im zweiten oder dritten Jahrhundert hinzugefügt wurde.

## Inhalt

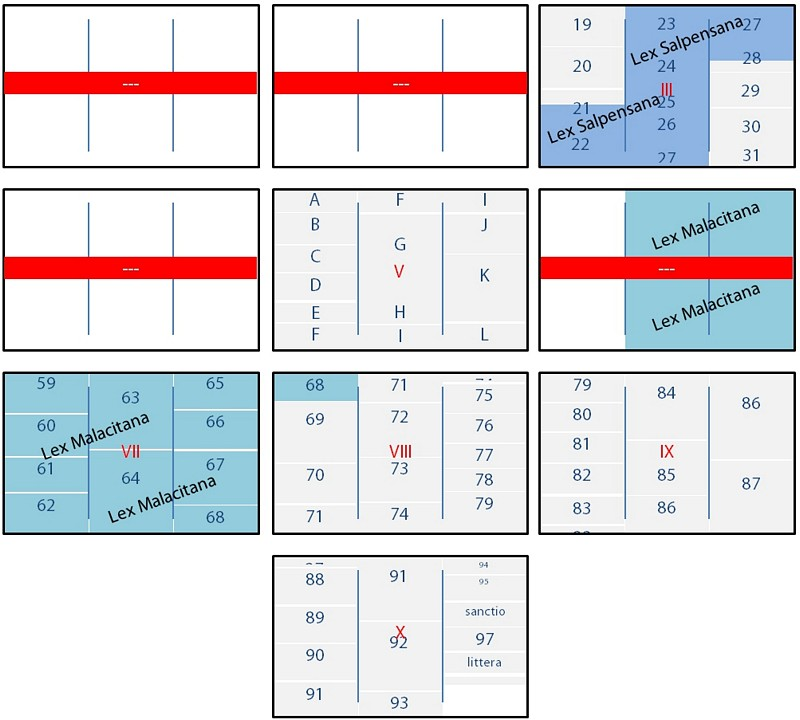
Lex Irnitana: Anordnung der Kapitel auf den Tafeln; Überschneidungen mit der lex malacitana und lex salpensana

Der Text behandelt die Befugnisse der politischen Amtsträger (Duoviri, Ädilen und Quästoren), regelt die Dekurionen, die Freilassung von Sklaven („manumissio“), die Bestellung eines Vormunds, die Beziehung zwischen Patron und Klient, die Erlangung des römischen Bürgerrechts durch Magistrate sowie Angelegenheiten des öffentlichen Rechts wie die Finanzierung der Priesterschaft und Riten, den Kalender und die rituellen (Sport-)Spiele, die als religiöse Angelegenheit aufgefasst wurden. Die sanctio, also die formale Inkraftsetzungsklausel mit dem „Brief des Domitian“ auf Tafel X belegen, dass dies die letzte Tafel ist. Die einzelnen Kapitel sind nicht nummeriert, werden aber durch den Buchstaben R (für „rubrica“) und mit einer kurzen Beschreibung eingeleitet. Durch Vergleich der Lex Irnitana mit anderen Stadtrechtsurkunden, namentlich der Lex Malacitana und der Lex Salpensana, ist es möglich, die Original-Nummerierung zu rekonstruieren abgesehen von zwölf Kapiteln auf der Tafel V, die deswegen mit den Buchstaben A bis L bezeichnet werden.
Besondere Fortschritte weist das formulargebundene Zivilverfahrensrecht auf, denn es wurden explizite Regelungen zur Festsetzung von Verhandlungsterminen (intertium dare) und Sitzungsvertagungen (diem diffindere) eingeführt. Diese exklusiven Verfahrensdetails wären ohne die lex heute nicht mehr nachweisbar, denn der spätantike Kaiser Justinian I. hatte sie in seiner umfassenden, überholtes Recht allerdings aussortierenden Gesetzeskompilation des Corpus iuris – Hauptnachschlagewerk des Rechtshistorikers – nicht aufgenommen. Als gerichtlicher Verfahrenstyp war der Formular- dem Kognitionsprozess längst gewichen.
| Tafel                                                                        | Rubrik    | Text | Übersetzung |
| ---------------------------------------------------------------------------- | --------- | --- | --- |
| Abschnitt über die Bürgerschaft, Bürgerrechte, evtl. religiöse Spiele        |           | | |
| (Tafeln fehlen)                                                              |           | | |
| Abschnitt über die Politischen Ämter und deren Aufgaben                      |           | | |
| III.A                                                                        | 19        | <R. De iure et potestate aedilium.> | Über die Amtszeit und Zuständigkeit der Ädilen |
|                                                                              | 20        | R. De iure et potestate quaestorum. | Über die Amtszeit und Zuständigkeit der Quästoren |
|                                                                              | 21        | R. Quod ad modum civitatem Romanam in eo municipio consequantur. | Auf welche Art man das Römische Bürgerrecht in dieser Gemeinde erwerben kann |
|                                                                              | 22        | R. Ut qui civitatem Romanam consequentur maneant in eorum dem manu mancupio potestate.                                                                                  | Dass die, die das Römische Bürgerrecht erwerben, ihre Rechtsverhältnisse bzgl. Manus, Mancipium und Hausgewalt behalten                                                                      |
|                                                                              | 23        | R. Ut qui civitatem Romanam consequentur iura libertorum retineant. | Dass die, die das Römische Bürgerrecht erwerben, ihre Rechtsverhältnisse gegenüber Freigelassenen behalten                                                                                   |
| III.B                                                                        | 24        | R. De praefecto Imp(eratoris) Caesaris Domitiani Aug(usti). | Über das Duumvirat des Kaisers Domitian |
|                                                                              | 25        | R. De iure praefecti qui a IIviro relictus sit. | Über die Rechte eines Präfekten, der von einem Duumvir eingesetzt wurde |
|                                                                              | 26        | R. De iure iurando IIvirorum et aedilium et quaestorum. | Über den Eid der Duumvire, Ädile und Quästoren |
|                                                                              | 27        | R. De intercessione IIvirorum et aedilium et quaestorum. | Über Einsprüche der Duumvire, Ädile und Quästoren |
| III.C                                                                        | 28        | R. De servis aput IIviros manumittendis. | Über die Freilassung von Sklaven vor den Duumviren |
|                                                                              | 29        | R. De tutorum datione. | Über die Bestellung eines Vormunds |
| Abschnitt über den Gemeinderat <die Decurionen>                              |           | | |
|                                                                              | 30        | R. Decurionum conscriptorumve constitutio. | Der Status der Gemeinderäte |
|                                                                              | 31        | R. De convocandis edicto decurionibus at sublegendos decuriones. | Über die Zusammenkunft gemäß Edikt des Gemeinderats wegen der Nachwahl von Abgeordneten |
| (Tafeln fehlen)                                                              |           | | |
| V.A                                                                          | A         | <?> | Über die Sitzungen des Gemeinderates |
|                                                                              | B         | R. Quo ordine sententiae interrogentur. | Über die Abstimmungsreihenfolge |
|                                                                              | C         | R. De decurionum decretis recitandis et in tabulas municipii referendis.                                                                                                | Über das Verlesen der Dekrete des Gemeinderats und deren Eintragung ins Archiv der Gemeinde                                                                                                  |
|                                                                              | D         | R. Si qua decreta decurionum tolli oportebit quae ad modum tollantur.                                                                                                   | Wie Dekrete des Gemeinderats aufgehoben werden |
|                                                                              | E         | R. Ne dimittantur aut avocentur decuriones. | Die Ratsversammlung kann nicht aufgelöst oder verlegt werden |
|                                                                              | F         | R. De decurionibus distribuendis in tres decurias quae legationibus invicem fungantur.                                                                                  | Über die Unterteilung der Gemeinderäte in drei Kurien, welche Gesandtschaften stellen |
| V.B                                                                          | G         | R. De legatis mittendis excusationibusque accipiendis. | Über das Stellen von Gesandtschaften und akzeptable Entschuldigungen |
|                                                                              | H         | R. Quantum legatis detur. | Wie viel Gesandten gezahlt werden soll |
|                                                                              | I         | R. De eo qui non ex decreto decurionum legatione functus erit. | Über die, die die Gesandtschaft nicht entsprechend der Weisung des Gemeinderats ausführen |
| V.C                                                                          | J         | R. Qui ne conducant emantve neve socii sint cum publica locabuntur venibunt.                                                                                            | Wer öffentliche Aufträge und Pachten nicht erhalten soll auch nicht als Gesellschafter |
|                                                                              | K         | R. De rebus proferendis. | Über die Verschiebung von Geschäften <durch Feiertage> |
| Abschnitt über die Volksversammlung<Komiten>                                 |           | | |
|                                                                              | L         | R. Ut IIviri iure dicundo curias dumtaxat XI constituant. | Der Duumvir der Jurisdiktion soll bis zu elf Wahlkreise einrichten |
| (Tafeln fehlen, können aber teilweise mit der Lex Malacitana ergänzt werden) |           | | |
| VI                                                                           | 59        | <R. De iure iurando eorum qui maiorem partem numeri curiarum expleverint>                                                                                               | Über den Eid derer, die die Mehrheit der Wahlkreise erreichen |
| VII.A                                                                        | 60        | R. Ut de pecunia communi municipum caveatur ab his qui duumviratum quaesturamve petent.                                                                                 | Die Kandidaten für ein Duumvirat oder eine Quästur müssen Bürgen und Bürgschaften für das kommunale Vermögen stellen                                                                         |
|                                                                              | 61        | R. De patrono cooptando. | Darüber, <die Gemeinde?> einem Schutzherren zu unterstellen. |
| Abschnitt über die Finanzen der Gemeinde                                     |           | | |
|                                                                              | 62        | R. Ne quis aedificia quae restituturus non erit destruat. | Niemand soll Häuser abreißen, die er nicht wieder aufbaut. |
| VII.B                                                                        | 63        | R. De locationibus legibusque locationum proponendis et in tabulas municipii referendis.                                                                                | Über das Veröffentlichen der Pachtverträge und das Eintragen in die Bücher der Gemeinde |
|                                                                              | 64        | R. De obligatione praedum et praediorum cognitorumque<…>. | Über die Haftung der Bürgen und Bürgschaften<für das kommunale Vermögen> |
| VII.C                                                                        | 65        | R. Ut ius dicatur e lege dicta praedibus et praediis vendendis. | Dass Recht gesprochen wird entsprechend dem Gesetz über Bürgen und Bürgschaften |
|                                                                              | 66        | R. De multa quae dicta erit. | Über die verhängte Geldbuße |
|                                                                              | 67        | R. De pecunia communi municipum deque rationibus eorumdem. | Über öffentliche Gelder der Gemeinde und den <Finanz>bericht darüber |
|                                                                              | 68        | R. De constituendis patronis causae cum rationes reddentur. | Über die Einsetzung von Prozessvertretern in Streitsachen um <Finanz>berichte |
| VIII.A                                                                       | 69        | R. De iudicio pecuniae communis. | Über Gerichtsverfahren wegen öffentlicher Gelder |
|                                                                              | 70        | R. De actore municipum constituendo praemio mercedeve eius. | Über die Einsetzung eines Prozessvertreters der Gemeinde und seine Bezahlung |
|                                                                              | 71        | R. Acturis de pecunia communi testibus denuntiandi ut ius sit. | Prozessvertreter <in Verfahren> wegen öffentlicher Gelder haben das Recht, Zeugen zu benennen.                                                                                               |
| Abschnitt über weitere Verwaltungsangelegenheiten                            |           | | |
| VIII.B                                                                       | 72        | R. De servis publicis manumittendis. | Über die Freilassung von Gemeindesklaven |
|                                                                              | 73        | R. De scribis et iure iurando eorum et aere apparitorio. | Über die Gemeindeschreiber und ihren Eid sowie deren Bezahlung |
|                                                                              | 74        | R. De coetu sodalicio collegio. | Über Versammlungen von Kameradschaften und Kollegien |
| VIII.C                                                                       | 75        | R. Ne quit coematur supprimatur. | Dass nichts <restlos> aufgekauft und gehortet werde |
|                                                                              | 76        | R. De finibus vectigalibus circumeundis recognoscendis videatur oportere necne et si ea circumiri recognosci placeat per quos et quae ad modum circumiri et recognosci. | Über die Überprüfung der Grundstücksgrenzen und Einkommensquellen ob nötig oder auch nicht, durch wen und wie die Entscheidung zustande kommt                                                |
|                                                                              | 77        | R. De inpensis in sacra ludos cenasque faciendas. | Über die Ausgaben für religiöse <Sport->Spiele und auszurichtende Speisungen |
|                                                                              | 78        | R. Ut decuriones consulantur cui negotio quisque servus publicus praeponatur.                                                                                           | Dass der Gemeinderat <die Decurionen> wegen der Aufgaben der Gemeindesklaven zu befragen ist                                                                                                 |
|                                                                              | 79        | R. Ad quem numerum decurionum conscriptorumve referri oporteat de pecunia communi municipum eroganda.                                                                   | Wie viele Gemeinderäte über die Verwendung öffentlicher Gelder abstimmen |
| IX.A                                                                         | 80        | R. De pecunia publice mutua sumenda. | Über die Aufnahme von Kassenkrediten |
|                                                                              | 81        | R. De ordine spectaculorum. | Über die Ordnung der Zuschauer |
|                                                                              | 82        | R. De viis itineribus fluminibus fossis cloacis. | Über Straßen, Wege, Flüsse, Gräben und Abwasserabläufe |
|                                                                              | 83        | R. De munitione. | Über Befestigungsbauten <eine Stadtmauer> |
| Abschnitt über die örtliche Jurisdiktion                                     |           | | |
|                                                                              | 84        | R. Quarum rerum et ad quantam pecuniam in eo municipio iuris dictio sit.                                                                                                | Worüber und bis zu welcher Summe in dieser Gemeinde Recht gesprochen wird |
| IX.B                                                                         | 85        | R. Magistratus ut in publico habeant album eius qui provinciam optinebit exque eo ius dicant.                                                                           | Dass die Amtsträger<Magistrate> ein Album<Sammlung von Urteilen> des Provinzstatthalters veröffentlichen und gemäß diesem Recht sprechen                                                     |
|                                                                              | 86        | R. De iudicibus legendis proponendis. | Über die Vorlage der <Laien->Richterliste |
| IX.C                                                                         | 87        | R. De iuidicibus reiciendis dandis. | Über die Ablehnung und Bestimmung von <Laien->Richtern |
| X.A                                                                          | 88        | R. De reciperatoribus reiciendis sorte ducendis dandis. | Über die Ablehnung, Auslosung und Bestimmung von Reciperatoren<recuperatores> |
|                                                                              | 89        | R. De quibus rebus singuli iudices arbitrive et de quibus reciperatores dentur et quod dentur.                                                                          | Darüber, in welchen Streitsachen einzelne <Laien->Richter<Iudices>, in welchen Streitschlichter<Arbiter> außerdem in welchen und wie viele Rciperatoren<recuperatores> bestimmt werden       |
|                                                                              | 90        | R. De intertium dando. | Über die Festlegung des Verhandlungstermins<intertium> |
|                                                                              | 91        | R. Quo iure intertium denuntietur dies diffindatur diffissusve sit res iudicetur lis iudici damni sit res in iudicio esse desinat.                                      | Nach welchem Gesetz der Verhandlungstermin<intertium> angekündigt oder vertagt sowie die Fälle entschieden werden sollen, welche Fälle zu Lasten des <Laien->Richters aus Fristgründen enden |
| X.B                                                                          | 92        | R. Quibus diebus res ne iudicentur et in quos intertium ne detur. | An welchen Tagen nicht Recht gesprochen wird und an denen kein Verhandlungstermin<intertium> stattfindet                                                                                     |
|                                                                              | 93        | R. De iure municipum. | Über das Recht <den rechtlichen Rahmen> der Bürger |
| X.C                                                                          | 94        | R. De incolis. | Über die Einwohner ohne Bürgerrecht<Incolae> |
| Abschnitt der Schlussbestimmungen                                            |           | | |
|                                                                              | 95        | R. De lege in aes incidenda. | Über die Ausfertigung dieses Gesetzes in Bronze |
|                                                                              | 96        | R. Sanctio. | Strafbestimmung <Inkraftsetzungsformel> |
| Zusatz                                                                       |           | | |
|                                                                              | 97        | R. Ut in libertos libertas civitatem Romanam consecutos consecutas per honores liberorum suorum aut virorum patroni it ius habeant quod antea habuerunt.                | Dass für Freie, die das Römische Bürgerrecht wegen der Ämter ihrer Kinder oder Gatten erreicht haben, das gleiche Patronats-Recht gelte, wie davor                                           |
|                                                                              | <littera> | Conubia conprehensa <…> | <Brief des Domitian> Ich anerkenne, dass gewisse Ehen<…> |

## Leseprobe
| (LA) 37 R· NE QUIS·AEDIFICA·QUAE·RESTITUTURUS·NON·ERIT·DE 38 STRUAT 39 NE QUIS·IN OPPIDO·MUNICIPI·FLAVI·IRNITANI·QUAE·QUE·EI·OPPIDO 40 CONTINENTIA·AEDIFICA·ERUNT·AEDIFICIUM·DELEGITO·DESTRUI 41 TO·DEMOLIUNDUMVE·CURATO·NISI·DECURIONUM·CONSCRIPTORUM 42 VE·SENTENTIAM·CUM·MAIOR·PARS·EORUM·AD·FUERIT·QUOD·RES 43 TITUTURUS·INTRA·PROXIMUM·ANNUM·NON·ERIT·QUI·ADVERSUS 44 EA·FECERIT·IS·QUANTI·EA·RES·ERIT·T·P·MUNICIPIBUS·MUNICIPI·FLAVI 45 IRNITANI·DECRETO·DECURIONUM·ESTO·EIUSQUE·PECUNIAE·DEQUE 46 EA·PECUNIA·MUNICIPI·EIUS·MUNICIPI·QUI·VOLET·CUIQUE·PER·H·L·LI 47 CEBIT·ACTIO·PETITIO·PERSECUTIO·ESTO | (DE) 37 Rubrik. Keiner reiße Häuser ab, die er nicht wieder aufbauen will. 38 39 Niemand darf Gebäude im Municipium Flavium Irnitanum sowie daran 40 angrenzende Gebäude abdecken, abreißen oder 41 den Abbruch veranlassen, außer mit einer Genehmigung der Gemeinderäte, 42 wenn die Mehrheit anwesend ist, es sei denn, der Wieder- 43 aufbau erfolgt im nächsten Jahr. Wer zuwiderhandelt, 44 muss, soviel es wert ist, den Bürgern des Municipium Flavium 45 Irnitanum auf Decurionen-Erlass als Geldstrafe zahlen, 46 und jeder Bürger, der will und kraft dieses Gesetzes dazu in der Lage ist, 47 hat das Recht, dies einzufordern und zu klagen und vollstrecken zu lassen. |
| (Originaltext Lex Irnitana Tafel VII, Kapitel 62, FREIE Übersetzung) | |

## Bestand im Archäologischen Museum Sevilla
- Tafel II: REP1990/178, REP1990/181, REP1990/181-2, REP1990/182, REP1990/183, REP1990/187, REP1990/188
- Tafel III: REP1982/818, REP1984/1-3, REP1998/187, REP1998/188, REP1998/189, REP1998/192
- Tafel V: REP1982/816, REP1998/186
- Tafel VII: ROD9144-2, DJ1989/17, REP1984/487, REP1984/488
- Tafel VIII: REP1982/817, REP1990/177, REP1990/185, REP1990/184, REP1998/193
- Tafel IX: ROD9143, REP1990/179, REP1990/186, REP1990/189
- Tafel X: ROD9144-1